# خنفساء عش النمل
خنفساء عش النمل أو ثَيْكَم أو باسوس[بحاجة لمصدر] (الاسم العلمي: Paussus)، جنس خنافس من فصيلة الخنافس الأرضية. أنواعه منتشرة في أقاليم البلاد الحارة والمعتدلة. أجسامها صغيرة تطول من 3 إلى 5 مم.